# Gent ostroma
Gent ostromára 1745 júliusában került sor az osztrák örökösödési háború idején. A várost Löwendal marsall 5000 fős francia serege meglepetésszerű támadással vette be, holland és brit védői csekély ellenállást tanúsítottak.
A fontenoy-i csatavesztés után Gent elvesztése sokkolta a szövetségeseket. Brüsszel mellett ugyanis ezt a várost tették meg fő katonai bázissá 1742 után. A jelentőségét fokozta, hogy a raktáraiban felhalmozott készleteket még nem vették igénybe. Egy brit ezred – soraiban James Wolfe-fal – röviddel a város eleste előtt hagyta el a várost, és eközben kis híján hadifogságba estek. A Cumberland herceg által a város megerősítésére küldött 4-5000 fős brit, hannoveri, holland és osztrák sereget  a franciák a melle-i ütközetben szétverték, közülük csak 1000 ember jutott el Gentig.
Gentet teljesen körbevették és a város július 11-én megadta magát. Ezt követően Löwendal elrendelte a citadella körüli ostromárkok kiásását. Július 15-én Löwendal a 15 000 fősre duzzadt seregével egy merész támadással bevette a citadellát is, melynek védői nem látván reményt a felmentésükre vagy erősítések beérkezésére teljesen demoralizálódtak, és ezért hamar letették a fegyvert. A franciák mintegy 3000 hadifoglyot ejtettek, valamint hatalmas mennyiségű katonai ellátmányt és felszerelést zsákmányoltak. A következő évben a város fontos támpontja volt a francia előrenyomulásnak, melynek csúcspontja Brüsszel ostroma lett.

## Fordítás
- Ez a szócikk részben vagy egészben  a   Fall of Ghent című angol Wikipédia-szócikk ezen változatának fordításán alapul.  Az eredeti cikk szerkesztőit annak laptörténete sorolja fel. Ez a jelzés csupán a megfogalmazás eredetét és a szerzői jogokat jelzi, nem szolgál a cikkben szereplő információk forrásmegjelöléseként.